# Ciemna Wola
Ciemna Wola [ˈt͡ɕemna ˈvɔla] (tiếng Đức: Dietrichswalde) là một ngôi làng thuộc khu hành chính của Gmina Bartoszyce, thuộc huyện Bartoszycki, Warmińsko-Mazurskie, ở phía bắc Ba Lan, gần biên giới với tỉnh Kaliningrad của Nga.
Trước năm 1945, khu vực này thuộc về Đức như một phần của Landkreis Bartenstein ở tỉnh East Prussia.